# Arnebia benthamii
Arnebia benthamii är en strävbladig växtart som först beskrevs av Nathaniel Wallich och George Don jr, och fick sitt nu gällande namn av L M. Johnston. Arnebia benthamii ingår i släktet Arnebia och familjen strävbladiga växter. Inga underarter finns listade i Catalogue of Life.